# ユナイテッド航空811便貨物ドア脱落事故
ユナイテッド航空811便貨物ドア脱落事故（ユナイテッドこうくう811びんかもつドアだつらくじこ）は、1989年2月24日午前2時9分9秒（ハワイ標準時）にハワイ・ホノルル国際空港付近の高度約22,000フィート （約6,700m）で発生した航空事故である。
飛行中のユナイテッド航空811便（ボーイング747-122型機）の貨物ドアのロックが飛行中にはずれ、同ドアが脱落した。

## 事故当日のユナイテッド航空811便
- 使用機材: ボーイング747-122
  - 機体記号: N4713U
  - 製造年月日: 1970年10月20日

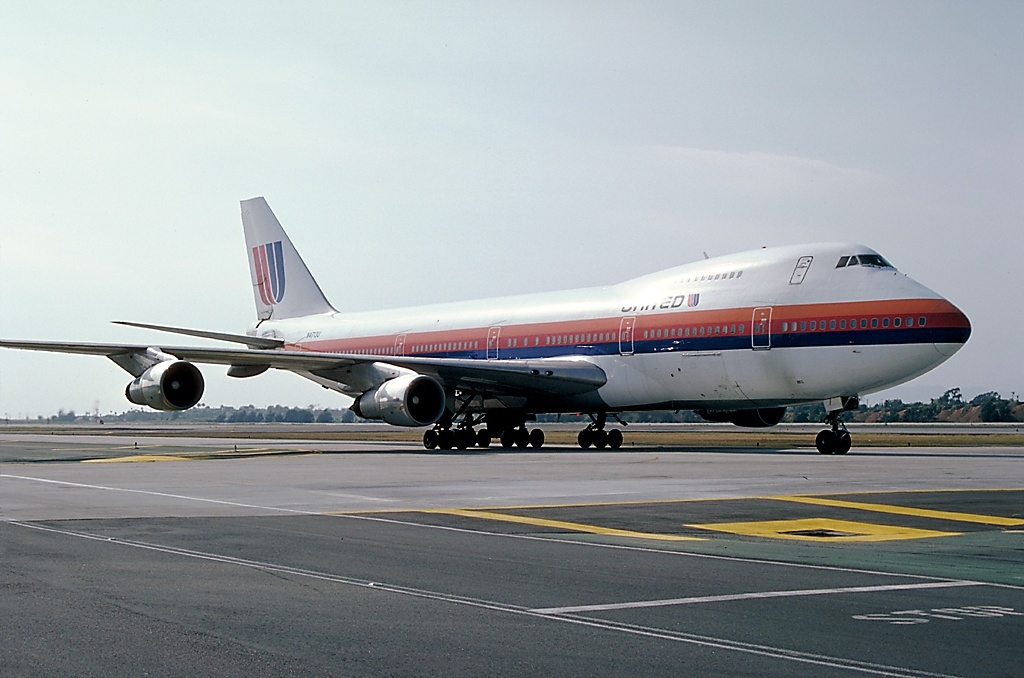
UA811便事故当該機のN4713U
1982年4月14日 ロサンゼルス国際空港にて撮影

- フライトプラン: アメリカ合衆国/カリフォルニア州・サンフランシスコ国際空港（始点）→ロサンゼルス国際空港→ハワイ州・ホノルル国際空港→ニュージーランド/オークランド国際空港→オーストラリア/シドニー・キングスフォード・スミス国際空港（終点）
- 乗員: 18人
- 乗客: 337人

## 事故内容

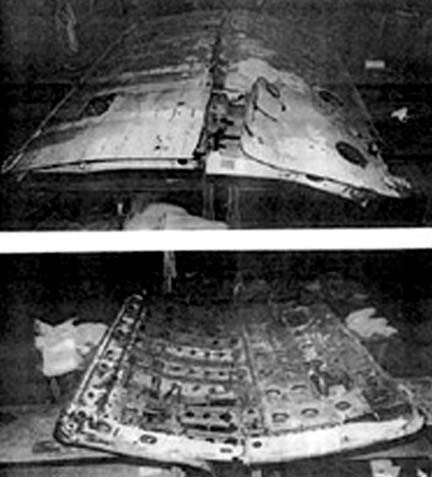
事故機の貨物ドア

離陸からわずか17分後に、機体の右前部の貨物ドアのロックがひとりでに解除され、ドアが開き脱落した。さらにドア周囲の壁に大きな穴が空き、壁面と接合されていた床面の一部も崩壊、乗客9人が機外へ投げ出された。また急減圧により、固定されていないものが機外へ吸い出され、それらが右主翼、第3エンジンおよび第4エンジンにダメージを与えた。この際、乗客の少なくとも1名がエンジンに吸い込まれたことが、後の事故調査によって判明している。9名の遺体は発見されていない。
特に第3エンジンのダメージはひどく、すぐに故障したため、機長らが出力を下げた。
さらに第4エンジンも故障し炎を吹き始めたため、第4エンジンも止められ、811便は下降を始めた。
機体に穴が空いたことを知ったクルーは、空港に引き返す為燃料投棄し旋回してホノルル国際空港に引き返し、811便は奇跡的に緊急着陸に成功した。乗員乗客は45秒以内に全員脱出した。死者は9名、負傷者は35名であった。機長が前方に薄雲を発見したために、シートベルトサインを点灯させたままにしていたので、乗客の多くはシートベルトを着用しており、機外に吸い出されずに済んだ。

## 事故原因
事故原因は、貨物室ドアの電気システムの不具合により、ドアをロックしていたアームが動いてしまったためにドアロックが外れ、脱落していた。この事実は犠牲者の家族により突き止められ、潜水艇により海底から貨物室ドアの半分が引き揚げられたことと、同型機で発生した事故などを受けてNTSB（アメリカ国家運輸安全委員会）により認定された。

## その後

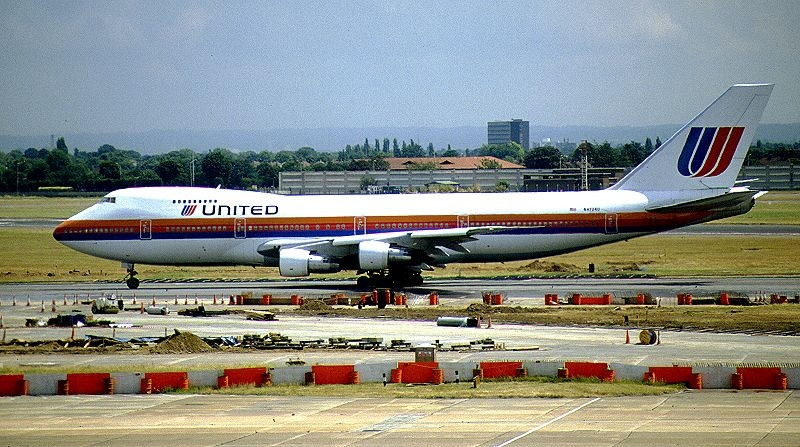
事故から4年後の1993年7月に撮影された事故機「旧N4713U」の修理後の写真。「英語版Wikipediaから」

事故機はユナイテッド航空に修理されN4724Uとして1989年9月に再登録され1997年3月まで飛行した。

## 映像化
- メーデー!:航空機事故の真実と真相 第1シーズン第1話「UNLOCKING DISASTER」
  - 番組では、事故を解明した遺族と、NTSBの本事故担当調査官（過去にJAL123便事故を担当）がインタビューに答えている。またシーズン22でもリメイクされている。
- メーデー!:航空機事故の真実と真相 第22シーズン第1話「Terror Over The Pacific」